# Kanton Münden
Der Kanton Münden  war eine von 1807 bis 1813 bestehende Verwaltungseinheit im Distrikt Kassel des Departements der Fulda im napoleonischen Königreich Westphalen. Hauptort des Kantons und Sitz des Friedensgerichts war die Stadt Münden im heutigen Landkreis Göttingen (Niedersachsen). Der Kanton umfasste 14 Dörfer und Weiler und eine Stadt, hatte 7.603 Einwohner und eine Fläche von 1,77 Quadratmeilen.
Zum Kanton gehörten die Kommunen:
- Münden, mit Hart
- Benterode
- Bonaforth
- Gut Bruchhof
- Escherode
- Gut Kragenhof
- Landwehrhagen
- Laubach
- Lutterberg
- Nienhagen
- Oberode
- Sichelnstein
- Speele
- Spiekershausen